# Donna Leon – Sanft entschlafen
Sanft entschlafen ist ein deutscher Fernsehfilm von Sigi Rothemund aus dem Jahr 2004, der auf dem gleichnamigen Roman von Donna Leon basiert. Es handelt sich um den 7. Filmbeitrag der Donna-Leon-Filmreihe.

## Handlung
In dem Altersheim, in dem Brunettis Mutter Amelia lebt, kommt es zu einem unvorhergesehenen Todesfall. Es ist erneut die junge Schwester Immaculata, die den Toten findet. Da es nicht das erste Mal ist, dass sie einen Verstorbenen findet, schöpft sie einen Verdacht und vertraut diesen Brunetti an: Im Seniorenheim finden Morde statt. Brunetti kann dies nicht recht glauben, bis die aus ihrem Orden ausgetretene Immaculata einen scheinbaren Unfall erleidet und fortan im Koma liegt. Brunetti beginnt zu ermitteln und lässt die Kranke bewachen. Eines Nachts hört er die Alarmglocken, obwohl sich eine Ordensschwester im Raum befindet. Bei ihr handelt es sich jedoch um die verkleidete Signorina Lerini, die tiefgläubige Tochter eines der Verstorbenen. In der Annahme, Brunetti verstünde sie aufgrund derselben tiefen Gläubigkeit, gesteht sie ihm, dass sie selbst die Morde an ihrem Vater und anderen begangen hat, weil sie Gott verhöhnten oder um an das umfangreiche Kapital zu kommen, das die Opfer nicht der Kirche zukommen lassen wollten. Immaculatas Verdacht machte diese für sie gefährlich, weshalb sie sie vor den Bus stieß. Signorina Lerini wird von den eintreffenden Beamten festgenommen. Zum Schluss besucht Brunetti seine Mutter, die zwischenzeitlich bei seiner Familie wohnte, im Altersheim, wo er auch auf die wiedereingetretene und genesene Immaculata trifft.

## Produktionsnotizen
Sanft entschlafen wurde in Venedig gedreht und am 28. Oktober 2004 um 20:15 Uhr auf Das Erste erstausgestrahlt.
Christel Peters, die hier die Signora Amelia Brunetti (Mutter von Commissario Brunetti) verkörpert, hat in diesem Fall ihren ersten Auftritt.
Der Film erschien erstmals am 21. November 2005 auf DVD, herausgegeben von Universum Film.

## Kritik
Die Kritiker der Fernsehzeitschrift TV Spielfilm zeigten den Daumen zur Seite, urteilten kritisch „Diese Folge setzt neue Maßstäbe in Sachen Behäbigkeit.“ und meinten auf den Filmtitel bezogen: „Sanft entschlummert auch der Zuschauer“
Das Lexikon des internationalen Films nannte Donna Leon – Sanft entschlafen eine „verhalten spannende (Fernseh-)Verfilmung eines weiteren Venedig-Krimis von Donna Leon.“